# 3月の翼
『3月の翼』（さんがつのつばさ）は、ゴスペラーズの配信限定曲であり、2014年3月1日にiTunes、mora、レコチョクで配信された。

## 概要
『G20 Anniversary Summit』と掲げた活動の発表第一弾となる。作詞・作曲は安岡優。
着うた、着うたフルによる限定配信であり、2月12日に着うた（サビバージョン）、リングバックトーン、リングトーン（iTunes）および、TVサイズフル（着うたフル、PC・スマートフォンフル）の配信がスタートされ、3月1日に着うたフルの配信がスタートした。
2014年3月に放送される『スカパー! ソチ 2014 パラリンピック 冬季競技大会』のテーマソングである。

## 収録曲
1. 3月の翼
作詞・作曲：安岡優、編曲：宇佐美秀文